# Alexander von Keyserling
Pour les articles homonymes, voir Keyserling.
Le comte Alexander Friedrich Michael Lebrecht Nikolaus Arthur von Keyserling est un paléontologue, un géologue et un naturaliste germano-balte, né le 15 août 1815 à Kabillen dans le gouvernement de Courlande, alors province de l'Empire russe (aujourd'hui Lettonie) et mort le 8 mai 1891 au château de Rayküll dans le gouvernement d'Estland. Il était donc sujet de l'Empire russe.

## Biographie

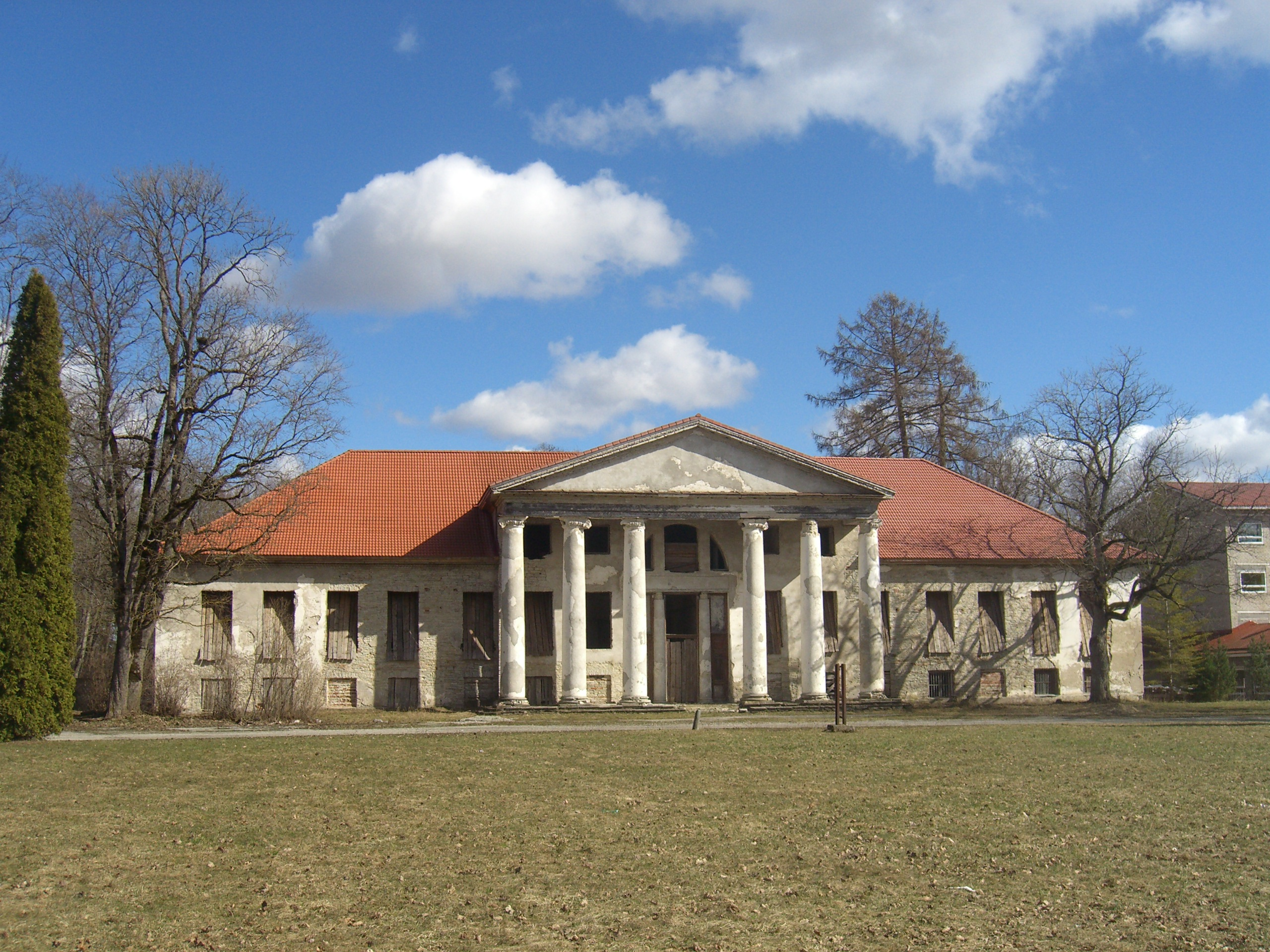
Vue du château de Rayküll, propriété de Keyserling

Il est le fils du comte Heinrich Dietrich Wilhelm von Keyserling et de son épouse, née Anne Amélie Bénigne von Nolde et fait donc partie d’une puissante famille d’aristocrates germano-baltes. Considéré comme l’un des fondateurs de la géologie russe, il fait de nombreuses expéditions pour le compte de son ami, le tsar Nicolas Ier (1796-1855). Outre ses travaux en géologie, on lui doit des recherches en botanique. Il fut également Chef de la Chevalerie Estonienne (1857–1862).
Il avait épousé en 1844 la comtesse Zénaide Cancrin (1821-1885), fille du célèbre ministre des Finances de Nicolas Ier.

## Liste partielle des publications
- Avec Johann Heinrich Blasius (1809-1870), Die Wirbelthiere Europa's (Les mammifères d'Europe) (deux tomes en un volume, F. Vieweg und Sohn, Braunschweig, 1840).
- Avec Paul Theodor von Krusenstern (1809-1881) Wissenschaftliche Beobachtungen auf einer Reise in das Petschora-Land, im Jahre 1843 (C. Kray, Saint-Pétersbourg, 1846).
- Der nördliche Ural und das Küstengebirge Pai-Choi, untersucht und beschrieben von einer in den Jahren 1847, 1848 und 1850 durch die kaiserlich-russische geographische Gesellschaft ausgerüsteten Expedition…  (Buchdruckerei der kaiserlichen Akademie der Wissenschaften, Saint-Pétersbourg, 1853).
- "Reisetagebücher des Graffen Cancrin 1840-45"[1]
- Polypodiacea et cyatheacea herbarii bungeani (W. Engelmann, Leipzig, 1873).
- Genus Adiantum L. Recensuit Alexander Keyserling…  (Académie impériale des sciences, Saint-Pétersbourg, 1875).
- Aus dem Tagebuchblättern des Grafen Alexander Keyserling…  (Stuttgart, 1894).